# Az öt legenda
Az öt legenda (eredeti cím: Rise of the Guardians) a 2012-ben bemutatott 3D-s amerikai számítógépes animációs film, amely a 25. DreamWorks-film. Maga a történet William Joyce The Guardians of Childhood című könyvsorozatán és a The Man in the Moon című rövidfilmen alapul, melyet William Joyce és a Reel FX Creative Studios készített. Az animációs játékfilm rendezője Peter Ramsey, producerei Nancy Bernstein és Christina Steinberg. A forgatókönyvet David Lindsay-Abaire írta, a zenéjét Alexandre Desplat szerezte. A mozifilm a DreamWorks Animation gyártásában készült, a Paramount Pictures forgalmazásában jelent meg. Műfaja akció fantasyfilm.
Amerikában 2012. november 21-én, míg Magyarországon 8 nappal később, november 29-én mutatták be mozikban.
Az öt legenda történetében a Mikulás (Santa Claus), a Fogtündér (Tooth Fairy), a Húsvéti Nyuszi (Easter Bunny), a Homokember (Sandman) és a titokzatos Dér Jankó (Jack Frost) azon munkálkodik, hogy megvédjék a gyermekek képzeletének világát a rájuk törő gonosztól.

## Cselekmény
|  | Alább a cselekmény részletei következnek! |

A tél szelleme, Dér Jankó elmeséli, hogyan jött létre ő maga háromszáz évvel korábban, amikor a Holdbéli ember kiemelte a jég alól.
Azóta láthatatlan, mert a gyerekek nem hisznek benne. Nem emlékszik rá, hogy korábban ki volt.
300 évvel később, Északi-sark.
Északi, vagy ismertebb nevén a Mikulás, felfedezi, hogy Szurok, a mumus, egy ősi ellenség visszatért, és vele a fenyegető gyermekkori félelmek is. Miután összehívja az Őrzőket, a Fogtündért (Fogat), a Húsvéti Nyuszit (Nyuszit) és a Homokembert (Hohót), Északi megtudja Holdbéli Embertől, hogy új taggal bővülnek, mégpedig Dér Jankóval. Mikulás Jankót elhozatja két jetivel az Észak-sarkra, hogy Őrzővé avassák, de Jankó csalódott, mert évszázadok óta láthatatlan, és amiért ennyi idő óta senki sem hisz benne. Északi egy Matrjoskababa segítségével próbálja megértetni Jankóval a küldetésük lényegét, és a Szurok által fenyegető veszély fontosságát.
Közben az Őrzők tudomást szereznek arról, hogy Szurok megtámadta a Fogpalotát és elrabolta a gyerekek emlékeit tartalmazó fogakat, csaknem az összes tündérkével együtt. Jankó azonban megmentette Babafogat, az utolsó kis tündérkét. Szurok elmondja szándékát, miszerint bosszúból eltünteti az Őrzőkbe vetett hitet. Emiatt Fog gyengülni kezd, mert a gyerekek belevetett hite kezd fogyni. Ennek megakadályozására az Őrzők gyűjtik össze a gyermekek fogait, azzal az ígérettel, hogy visszahozzák Jankó fogait Szuroktól, visszaszerezve így előző élete emlékeit. Egy kisfiú, Jamie nagyon megörül, amikor felfedezi őket a szobájában, mert amikor épp nála vannak az Őrzők, felébred és látja őket, kivéve Jankót, aki még mindig láthatatlan számára. Szurok megtudja az Őrzők ellenállását, s támadást indít. Jankó és Hohó nagy erőfeszítéseket tesznek az ellenséggel szemben (Jankó olyat, mint még soha), de Szurok (látszólag) megsemmisíti a Homokembert.
A levert Őrzők eldöntik, hogy utolsó reményként segítenek Nyuszinak a húsvéti előkészületben. Mindent megtesznek, hogy a húsvétra szánt tojások elkészüljenek, s így újra tudják tartani a hitet a gyermekekben. Bár némileg bonyolítja a munkát Jamie kishúga, Sophie, aki a bátyja szobájában az Őrzők által keletkezett zűrzavar miatt Északi varázslatos hógömbjének segítségével termett ott a Nyúlvárban. Jankó úgy dönt, hazaviszi Sophie-t. Visszafelé felfedezi Szurok birodalmának bejáratát és kíváncsiságból belép. Lent megtalálja a fogtündérkéket és a fogakat. Szurok becsapja Jankót, hogy álljon félre, mint egy semleges fél, és cserébe visszaadja a fogait és vele együtt az emlékeit. Jankó vonakodik és ezt ki is használja Szurok, így sikerül megtámadnia a Nyúlvárat, és tönkreteszi a húsvéti tojásokat. Így megingatja a gyermekek húsvétba és a Húsvéti Nyusziba fektetett hitét, és Jankó is csalódást okoz az Őrzőknek, amiért nem segített nekik.
Az őrzők szellemekké válnak Jankó miatt, aki szégyenében az Antarktiszra vonul vissza. Ott Szurok ismét csábítja, hogy egyesítsék erőiket, de Jankó ismét visszautasítja, mert azt akarja, hogy szeressék, és nem azt, hogy féljenek tőle. Erre válaszul Szurok felfedi, hogy Babafog a foglya, és azzal fenyegeti, hogy megöli, ha Jankó nem adja oda hatalma forrását, a botját. Jankó odaadja a botját, de Szurok nem akarja elengedni Babafogat, de a tündérke a hegyes csőrével belecsíp a kezébe, ezért Szurok kénytelen elengedni. Jankó leesik egy szakadékba, ahová Szurok lelökte és az eltört botját is. Jankó kétségbeesik, de Babafog meggyőzi, hogy nyissa ki a fogaiban őrzött emlékeit, amelyekből kiderül, hogy ő egy halandó fiú volt, aki meghalt, hogy megmentse a húga életét egy befagyott tavon. Így őalatta szakadt be jég, és így változott a tél szellemévé. Ekkor jön rá Jankó, hogy e hősiessége miatt választotta őt Őrzőnek a Holdbéli Ember.
Ez a felismerés lelkesíti Jankót, így képes helyreállítani a botját és az Őrzők hatalmát. Az Őrzők és Szurok felfedezik, hogy már csak egy hívő gyermek maradt a világon: Jamie. Jankó mindent megtesz, hogy a fiú ne veszítse el a reményt. És nem csak megerősíti Jamie hitét a Őrzőkben, de hinni kezd Dér Jankóban, ami lehetővé teszi, hogy Jamie végre láthatja őt. A legyengült Őrzők megérkeznek, hogy csatlakozzanak hozzá, és szembeszállnak Szurokkal. Végül Jamie összegyűjti a barátait, akik hasonlóképpen hinni kezdenek a csodákban. Szurok látszólag elsöprő erejét végül a gyerekek hite töri meg. A rémálmok elleni harcban a gyermekek visszaszerzik hitüket, ami helyreállítja az Őrzők teljes erejét a gonosz ellen. Homokember is feltámadt a rémálmokból, és csatlakozik a harchoz. Így Szurok legyőzésével újra előtört a gyermekek hite a világban, valamint Dér Jankóban. Szurok a saját félelme áldozatául esik, és visszaszorul a föld alatti barlangjába, ahonnan soha nem térhet vissza.
Ezzel a győzelemmel Jankó végre esküt tesz, mint Őrző, és fogadja, hogy megvédi a világ gyermekeit.
|  | Itt a vége a cselekmény részletezésének! |

## Szereplők
| Szereplő       | Eredeti hang     | Magyar hang    | Leírás |
| -------------- | ---------------- | -------------- | --- |
| Dér Jankó      | Chris Pine       | Fehér Tibor    | Dér Jankó, a tél szelleme és a Móka Őrzője. Dér Jankó egy tinédzser ördögfióka, aki élvezi, ha mókázhat, és nem érdeklik a szabályok vagy kötelezettségek. Ő csak azt akarja, hogy a téli varázslat képességét használhassa a botjával, de nemcsak a móka kedvéért, hanem azért is, mert az a célja, hogy higgyenek benne.     |
| Szurok         | Jude Law         | Stohl András   | Mumus, legfőbb eszköze a félelem. Ő a Rémálmok Királya. Célja, hogy megingassa a gyermekek Őrzőkbe vetett hitét, és félelemmel és rettegéssel töltse el a világot. |
| Északi         | Alec Baldwin     | Csuja Imre     | Mikulás, az Őrzők vezetője és a Csoda Őrzője. Ő az Északi-sarkon él a jégkastélyában hűséges szolgáival, az északi-sarki bennszülöttekkel, a jetikkel (akik a kastélyt és a műhelyt is építették), és a karácsonyi manókkal. Az eredeti változatban orosz akcentussal beszél és személyiségén erősen látható az orosz kultúra. |
| Nyuszi         | Hugh Jackman     | László Zsolt   | Húsvéti Nyuszi, a legendás őr, aki a húsvéti tojást hozza és ő a Remény Őrzője. Ausztráliában él, az úgynevezett Nyúlvárban, ahol hímes tojásait készíti elő az ünnepekre. Az eredeti változatban ausztrál akcentussal beszél és személyiségén az ausztrál kultúra erősen látható.                                             |
| Fog            | Isla Fisher      | Csuha Bori     | Fogtündér, a legendás foggyűjtő és az Emlékek Őrzője. Fog részben ember, részben kolibri. Segítői a fogtündérkék, ők gyűjtik össze a gyermekek fogait, amik a legértékesebb gyermekkori emlékeiket tartalmazzák. Fog tárolja ezeket az emlékeket Fogpalotájában, és visszaadja, amikor a legnagyobb szükség van rájuk.         |
| Hohó           | nem szólal meg   | nem szólal meg | Homokember, az Álmok Őrzője, a legrégebbi az Őrzők közül, és az első, akit a Holdbéli Ember kiválasztott erre a feladatra. Ő nem beszél, hanem homokképeken keresztül kommunikál, amik a feje fölött jelennek meg. |
| Jamie Bennett  | Dakota Goyo      | Straub Martin  | egy gyermek, aki nem adta fel, és kitartóan hitt az Őrzőkben. Van egy Sophie nevű kishúga is, aki ugyancsak hiszi az Őrzők létezését. |
| Sophie Bennett | Georgie Grieve   | Koller Virág   | egy lánygyermek, Jamie Bennett húga. |
| Claude         | Kamil McFadden   | Bogdán Gergő   | Jamie Bennett barátai |
| Caleb          | Khamani Griffin  | Richter Tamás  | Jamie Bennett barátai |
| Monty          | Jacob Bertrand   | Császár András | Jamie Bennett barátai |
| Pippa          | Olivia Mattingly | Nyáry Luca     | Jamie Bennett barátai |
| Cuki           | Dominique Grund  | Nagy Blanka    | Jamie Bennett barátai |
| Jankó húga     | Olivia Mattingly | Nyáry Liza     | – |

További magyar hangok: Andrássy Máté, Czifra Krisztina, Csukás Márton, Dézsy Szabó Gábor, Formán Bálint, Fülöp G. Jeromos, Győriványi Laura, Kovács Lehel, Kun Lili, Mészáros András, Pekár Adrienn, Szilágyi Kata, Timon Barnabás, Zelei Dániel

## Szinkronstábok
| Magyar változat munkatársai | Magyar változat munkatársai |
| --------------------------- | --------------------------- |
| Magyar szöveg               | Speier Dávid                |
| Hangmérnök                  | Tóth Péter Ákos             |
| Rendezőasszisztens          | Kajdácsi Brigitta           |
| Vágó                        | Kajdácsi Brigitta           |
| Gyártásvezető               | Fehér József                |
| Szinkronrendező             | Báthory Orsolya             |
| Szinkronstúdió              | Mafilm Audio Kft.           |

## Zene
Alexandre Desplat, francia zeneszerző komponálta az eredeti filmzenét, ami 2012. november 13-án jelent meg. A felvételt Londonban a Abbey Road Studios és Air Studios végezte a Londoni Filharmonikusok kórusának közreműködésével. David Lindsay-Abaire írta a szövegét a stáblista alatt elhangzó dalnak, a "Still Dream"-nek, amiben Renée Fleming énekelte a szopránt.

## Televíziós megjelenések
- HBO, HBO 2, HBO Comedy
- FEM3 / PRIME, Super TV2, TV2, PRO4 / Mozi+